# Política de Suazilandia
El sistema de gobierno de Suazilandia (oficialmente Reino de Esuatini) consiste en una monarquía absoluta. El rey (Mswati III desde 1986) es el jefe de Estado y quien nombra a los ministros (incluyendo al primer ministro-jefe de Gobierno). Ejerce simultáneamente tanto el poder ejecutivo como el legislativo. Tradicionalmente el Rey gobierna junto a la Reina Madre o Indovuzaki (lit. Gran Elefanta), la cual es vista como una líder espiritual.
El Parlamento bicameral (Libandla) se limita a debatir las propuestas del Gobierno y a aconsejar al Rey. Debido al régimen absolutista, la actividad de los partidos políticos se encuentra altamente limitada, tanto es así que las elecciones legislativas de septiembre de 2018 se realizaron sin que los candidatos pudieran estar afiliados, ni pudieran dar mítines políticos. Amnistía Internacional y algunas asociaciones de defensa de los derechos locales presentaron protestas por este procedimiento. Por otra parte, el Rey se encuentra por encima incluso de la Constitución y sus decisiones son acatadas por el gobierno y el parlamento.

## Sucesión a la corona
En Esuatini ningún rey puede elegir a su sucesor. Únicamente la familia real decide cuál de las esposas del anterior rey será la Gran Esposa o Indovuzaki (Elefanta o Reina Madre). El hijo de ésta será automáticamente el próximo Rey.
La Gran Esposa ha de reunir algunas condiciones: no pertenecer al linaje de la familia reinante, Nkhosi-Dlamini, tener solo un hijo, tener buen carácter, pertenecer a una buena familia y no debe ser una esposa ritual del monarca.
El actual Rey, Mswati III, tiene once esposas y tres prometidas. Las dos primeras esposas de un rey suazi son elegidas por los consejeros nacionales. Tienen funciones especiales dentro de los rituales y sus hijos nunca serán herederos a la corona. La primera esposa debe ser un miembro del clan Matsebula y la segunda del Motsa. De acuerdo con la tradición no puede contraer matrimonio con una prometida antes de que quede embarazada, antes de ello son llamadas liphovela.
La ceremonia tradicional donde un rey suazi puede elegir una prometida es la ceremonia del
Umhlanga.

## El parlamento
El Parlamento consta de una Cámara Alta o Senado (compuesto por 20 miembros nombrados por el Rey y otros 10 elegidos por la Asamblea) y una Cámara Baja o Asamblea (compuesta por 10 miembros nombrados por el Rey y otros 59 elegidos). Existen 55 Tinkhundla que son una serie de circunscripciones electorales que nombran cada una, un miembro de la Asamblea. Las elecciones se celebran cada cinco años.

## Partidos políticos
Algunos de los principales partidos políticos son:
- Congreso de Liberación Nacional Ngwane (NNLC),
- Movimiento Popular Democrático Unido (PUDEMO),
- Partido Revolucionario Socialista Ngwane (NGWASOREP),
- Partido Comunista de Suazilandia (SWACOPA),
- Movimiento Nacional Sive Siyinqaba,
- Partido Unido Democrático Africano (AUDP),
- Partido Inhlava,
- Frente Nacional de Suazilandia (SWANAFRO),
- Partido Progresista Nacional de Suazilandia (SNPP).

## Poder judicial
Los jueces del Tribunal Supremo y del Tribunal de Apelaciones son nombrados por el Rey.